# جزيرة كوه تشانغ
كوه تشانغ او جزيرة تشانغ (بالتايلاندية: เกาะช้าง) هي جزيرة تقع في خليج تايلاند، ضمن محافظة ترات في شرق تايلاند، تُعد كوه تشانغ ثالث أكبر جزيرة في البلاد بعد جزيرة بوكيت وساموي .

## الجغرافيا
تبلغ مساحتها حوالي 213 كيلومتر مربع، الجزيرة جبلية وغنية بالغابات المطيرة، وتضم عدة شلالات ومرتفعات خضراء، تحيط بها شواطئ رملية خلابة، أشهرها شاطئ وايت ساند بيتش وشاطئ لونلي بيتش، وتعد جزءًا من حديقة كوه تشانغ البحرية الوطنية التي تضم عشرات الجزر الصغيرة.

## السياحة
تُعد الجزيرة وجهة سياحية شهيرة بفضل طبيعتها المتنوعة، ومواقع الغوص، والشواطئ الهادئة، توفر أنشطة كالتجديف، والرحلات البحرية، وتسلق الجبال، كما تحتوي على مجموعة من المنتجعات والفنادق، ورغم تطورها السياحي، ما تزال تحتفظ بجو هادئ مقارنةً بالجزر الأكثر شهرة في البلاد.